# Тетёрка, Макар Васильевич
Макар Васильевич Тетёрка (1853 — 9 августа 1883, Санкт-Петербург, Российская империя) — рабочий-столяр, русский революционер, член партии «Народная воля».

## Биография
Одесский мещанин. Образования не имел. По профессии — резчик по дереву, столяр, работал в скульптурных мастерских.
Под влиянием народников вошёл в состав Южно-российского союза рабочих. В 1877 году участвовал в противозаконных сходках рабочих в Одессе. Познакомился с членом Исполнительного комитета партии «Народная воля» Андреем Желябовым в Киеве. Вместе с другими рабочими Василием Меркуловым и Иваном Окладским привлекался Желябовым к выполнению вспомогательных мероприятий по организации покушений на императора Александра II, выполнял другие поручения партии.
Осенью 1879 года принимал участие в подготовке покушения на царя под Александровском, на 4-й версте от станции по Лозово-Севастопольской железной дороге. Покушение не удалось.
Летом 1880 года под Каменным мостом по ул. Гороховой в Санкт-Петербурге совместно с другими народовольцами Андреем Желябовым, Александром Баранниковым, Андреем Пресняковым участвовал в закладке 7 пудов взрывчатки для взрыва и обрушения моста во время проезда по нему императора Александра II. Император проехал раньше, чем рассчитывали народовольцы, и покушение не состоялось. Попытка следующей ночью вытащить взрывчатку не удалась, и почти год она находилась в канале Грибоедова пока её не извлекли сотрудники Департамента полиции, получившие сведения о её местонахождении от Ивана Окладского.
Вместе с Гесей Гельфман исполнял роль хозяина квартиры, где помещалась типография народовольческой «Рабочей газеты».
Арестован 28 января 1881 года. Был подсудимым на процессе двадцати народовольцев, проходившем с 9 февраля по 15 февраля 1882 года в Особом присутствии Правительствующего сената.
В последний день суда, 15 февраля, перед постановкой вопросов о виновности, когда подсудимые были введены в зал суда, ударил по лицу участника процесса Василия Меркулова, согласившегося сотрудничать со следствием и давшего признательные показания. После этого Тетёрка по указанию первоприсутствующего Петра Дейера, был немедленно препровождён конвоем из зала.
Приговорён к смертной казни через повешение. 17 марта 1882 года император Александр III заменил смертную казнь бессрочными каторжными работами. Вместо каторжных работ 26 марта 1882 года заключён в Алексеевский равелин Петропавловской крепости.
Умер в камере Алексеевского равелина 9 августа 1883 года от изнурительной лихорадки, вследствие плеврита.